# Tomás Silveira de Sousa
Tomás Silveira de Sousa (Desterro, janeiro de 1793 — Desterro, 14 de outubro de 1875) foi um militar e político brasileiro.
Foi membro do Conselho Geral da Província de Santa Catarina - 3ª legislatura. Foi deputado à Assembleia Legislativa Provincial de Santa Catarina na 1ª legislatura (1835 — 1837), na 2ª legislatura (1838 — 1839), na 3ª legislatura (1840 — 1841), na 4ª legislatura (1842 — 1843, na 5ª legislatura (1844 — 1845), na 6ª legislatura (1846 — 1847), na 9ª legislatura (1852 — 1853), como suplente convocado, na 15ª legislatura (1864 — 1865), na 16ª legislatura (1866 — 1867), e na 17ª legislatura (1868 — 1869).